# Diocesi di Corna
La diocesi di Corna (in latino: Dioecesis Cornensis) è una sede soppressa del patriarcato di Costantinopoli e una sede titolare della Chiesa cattolica.

## Storia
Corna, identificabile con Dinorna nell'odierna Turchia, è un'antica sede episcopale della provincia romana della Licaonia nella diocesi civile di Asia. Faceva parte del patriarcato di Costantinopoli ed era suffraganea dell'arcidiocesi di Iconio.
Sono noti solo due vescovi di questa antica diocesi. Al concilio di Costantinopoli del 381 prese parte il vescovo Inzo. Neoptolemo figura tra i padri presenti al concilio di Calcedonia del 451.
Dal 1925 Corna è annoverata tra le sedi vescovili titolari della Chiesa cattolica. Il titolo, vacante dal 12 dicembre 1969, è stato assegnato in una sola occasione, al cappuccino Mathias Leonardus Trudon Brans, vicario apostolico di Padang/Medan in Indonesia.

## Cronotassi

### Vescovi greci
- Inzo † (menzionato nel 381)
- Neoptolemo † (menzionato nel 451)

### Vescovi titolari
- Mathias Leonardus Trudon Brans, O.F.M.Cap. † (12 luglio 1932 - 12 dicembre 1969 deceduto)